# The Forgotten Army
The Forgotten Army (Azaadi Ke Liye) ou Le combat oublié est une série dramatique historique en langue hindi indienne de 2020 créée par Kabir Khan. La série est basée sur des événements réels concernant les hommes et les femmes de l'armée nationale indienne (INA) dirigé par Subhash Chandra Boseet sur le documentaire initial de Kabir Khan.

## Synopsis
Bien que ces soldats (hommes et femmes) aient surmonté tous les obstacles pour obtenir l'indépendance de l'Inde, leur lutte et leur histoire ont été en quelque sorte oubliées et ils sont devenus "The Forgotten Army". Centrée sur une histoire d'amour entre deux soldats, Sodhi et Maya, la série  soulève plusieurs questions sur l'identité, l'indépendance, le concept de foyer et le prix de la liberté. Nous tenons souvent la liberté pour acquise, mais cette liberté se paie au prix d'innombrables vies et sacrifices. La lutte pour préserver la liberté est souvent plus difficile que la lutte pour l'obtenir,.

## Distribution[4],[5],[6]
- Sunny Kaushal : Surinder Sodhi, en tant que lieutenant (dans l'armée indienne britannique )/ capitaine (dans l'armée nationale indienne)
- M. K. Raina : Surinder Sodhi, la version vieux
- Sharvari Wagh : Maya Srinivasan
- Rohit Chaudhary: Arshad
- TJ Bhanu Parvathimurthy : Rasamma
- Karanvir Malhotra : Amar
- R Badree : Rajan
- Paloma Monnappa : Rani
- Shruti Seth : Lakshmi Swaminathan, Capitaine
- Akhil Iyer : Shridhar
- Toshiji Takeshima : Daichi
- Amala Akkineni : la mère de Maya
- Nizhalgal Ravi : le père  de Maya
- Junichi Kajioka : Iwaichi Fujiwara, lieutenant-général

## Épisodes[7]
1. Syonan-To
2. Prisonniers de guerre
3. À nous Delhi !
4. Hara-kiri
5. Maya

## Réception
The New Indian Express écrit que la série est remplie d'un nationalisme sincère mais manque de profondeur.
Pratishruti Ganguly écrit dans le Firstpost que la série présente de bonnes performances de la part de nombreux acteurs ainsi qu'un excellent travail de caméra, tous deux contribuant à une expérience cinématographique intéressant